# Локрида
Локрида (на гръцки: Λοκρίδα, на старогръцки: Λοκρίς) е историко-географска област в Древна Гърция, състояща се от две области в днешна Централна Гърция - разделени от Дорида, Фокида и планината Парнас.
Източната или Опунтска Локрида била на континенталния бряг, и се простирала от Термопилите до Ларимна, срещу Евбея. Нейна столица е Опус (Опунт), навътре в сушата срещу Евбея. Западната или Озолска Локрида се намирала на северния бряг на Коринтския залив между Навпакт и Криса.